# Тектоника (искусство)

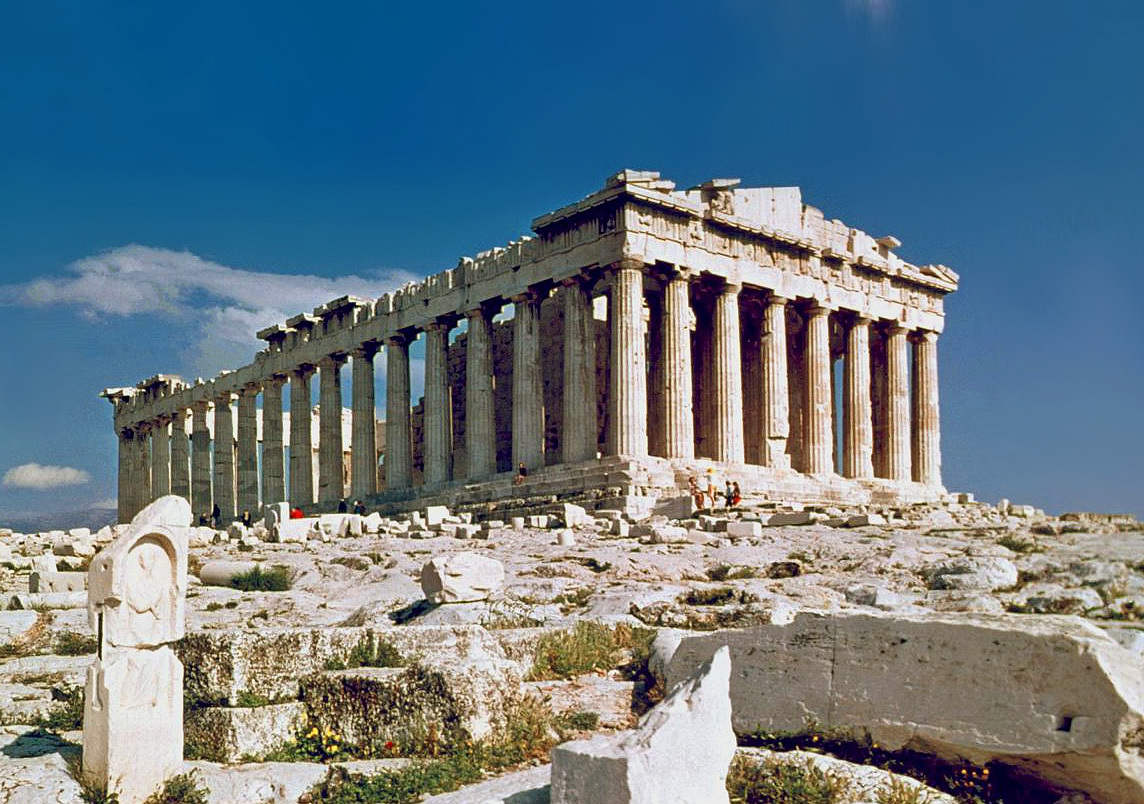
Парфенон в Афинах. Классика архитектурной тектоники. 447−438 гг. до н. э.

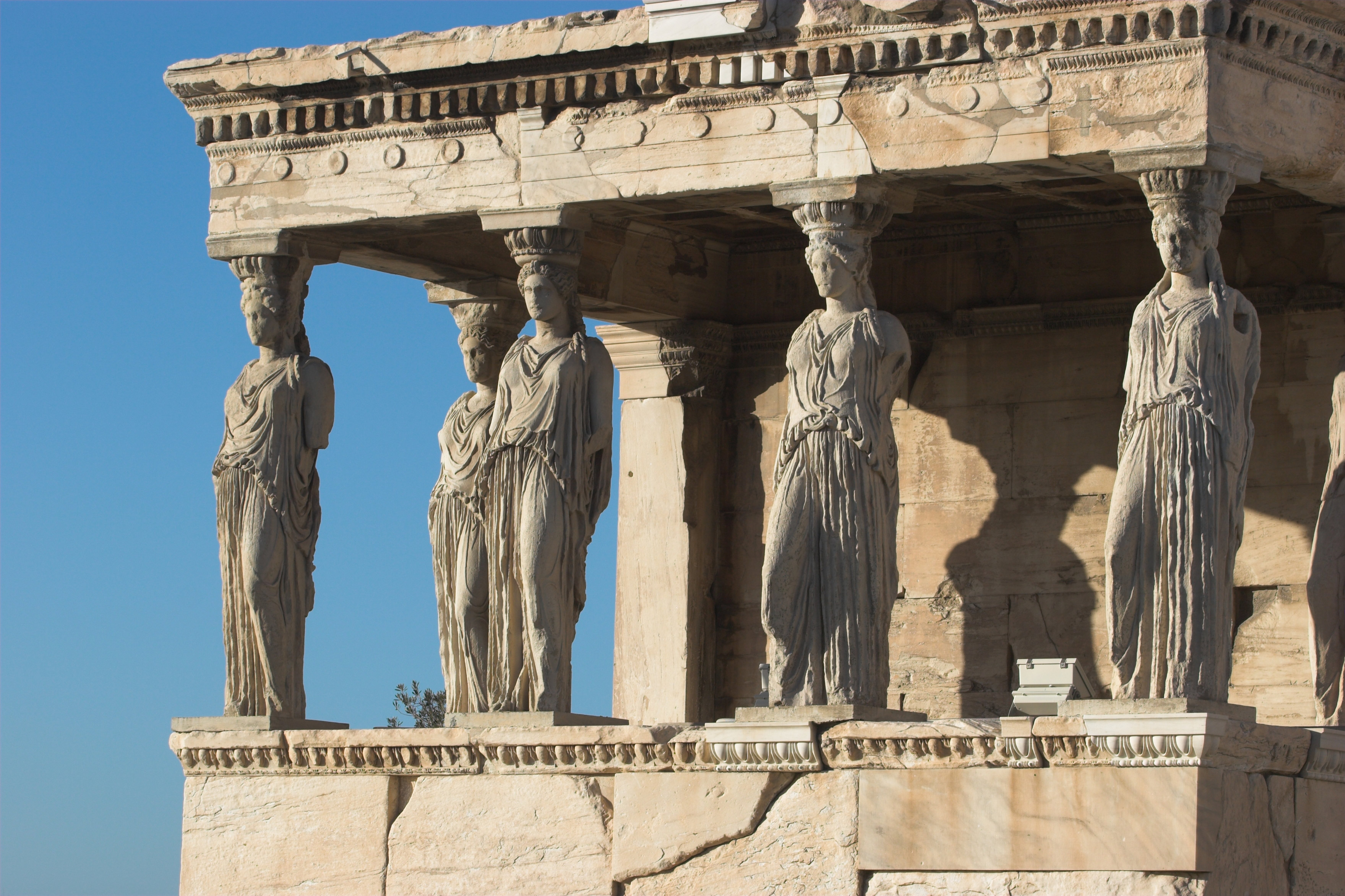
Портик кариатид. Эрехтейон Афинского акрополя. 421—406 год до н. э.

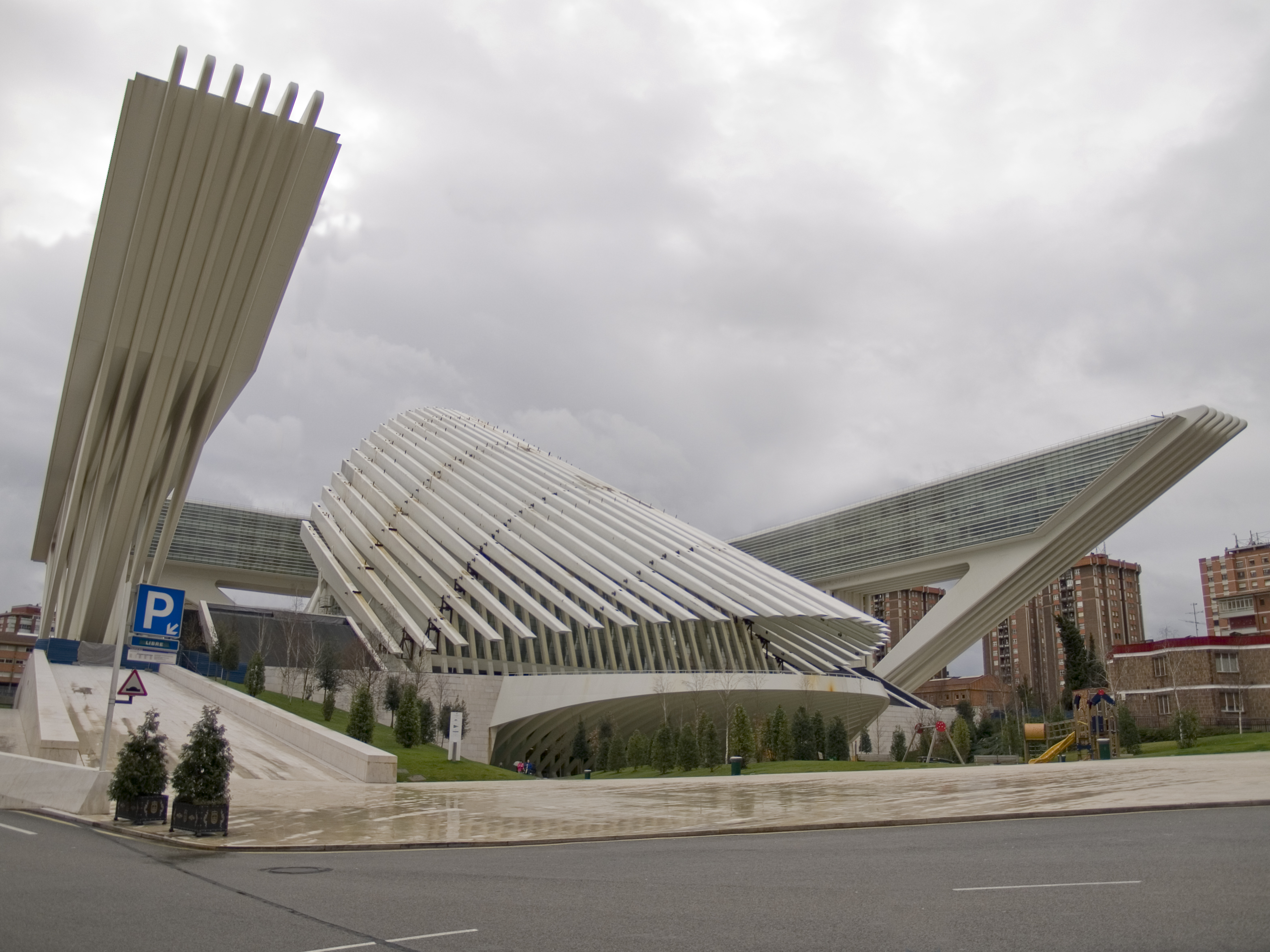
Пример атектоничной архитектуры: Дворец конгрессов Овьедо в Астурии. 2000—2011. Архитектор С. Калатрава

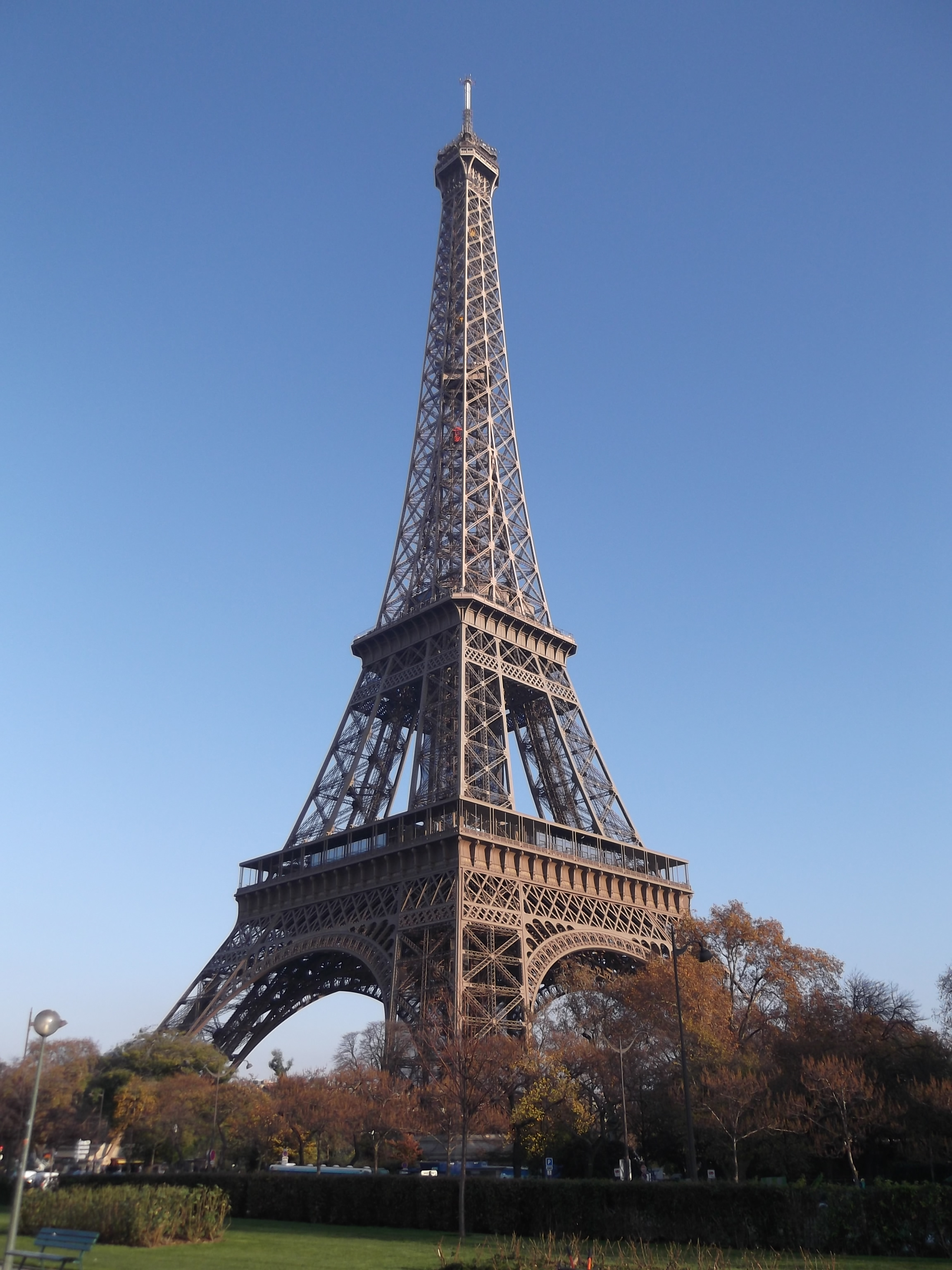
Эйфелева башня. Прообраз архитектуры конструктивизма. 1887—1889. Инженер Г. Эйфель

Текто́ника (от др.-греч. τεκτονική — строение, построение) — буквально: построение, но не в конструктивном, а в композиционном смысле. Тектоника — зрительное качество формы, определяемое отражением на её поверхности внутренней конструкции (функциональной структуры): архитектурной, живописной, графической. Например: технические (функционально-конструктивные) требования прочности и надёжности в архитектуре определяют такие тектонические свойства, как зрительное подчёркивание нижних частей (акцентирование цоколя) здания, вертикальных опор и венчающих карнизов, отсюда особое тектоническое значение вертикалей и горизонталей. Противоположное понятие — атектоничность. Впервые слово «тектоника» в качестве научного термина использовал в середине XIX веке немецкий археолог Карл Готтлиб Бёттихер. Близкий термин: архитектоничность (греч. άρχιτεκτονική — главное строение) — ясно воспринимаемая целостность и закономерность связей частей с целым. В отличие от простой тектоничности, архитектоника имеет не только формальный, но и семантический смысл. Архитектоника призвана выражать соподчинённость главного и второстепенного, то есть композиционный смысл формы.
Характерным примером качеств тектоничности в античном искусстве является так называемый Портик кариатид Эрехтейона Афинского акрополя (421—406 гг. до н. э.). Портик представляет собой законченную и относительно самостоятельную цельную композицию южного фасада храма. Портик назван по шести статуям кариатид значительно больше человеческого роста, высотой 2,3 м, поддерживающим антаблемент. Шесть женских фигур как бы поддерживают перекрытие (в котором отсутствует функциональный смысл), так называемый неполный антаблемент (без фриза). Это придаёт всей композиции большую лёгкость, фигуры изображены в свободных, естественных позах, будто не чувствующие тяжести. Они показаны «в мерном движении, и в то же время они изображены стоящими на месте или, лучше сказать, остановившимися на мгновение. В их облике совмещены движение и покой». Однако эта естественность сочетается с тектоничностью: «В них нет и намёка на натуралистическую трактовку человеческой фигуры. Всё в них дано в общей форме. Складки одежды, окутывающие ногу каждой кариатиды, на которую она опирается, похожи в своей застылой вертикальности на каннелюры колонны». Характерен типично тектонический приём: правая и левая сторона портика зеркально симметричны. Две фигуры слева опираются на правую ногу, две фигуры справа — на левую ногу, поэтому на углах оказываются прямые, так называемые опорные, ноги кариатид, подчёркивающие вертикаль, а внутрь обращены ноги, свободно согнутые в колене. Это придаёт замкнутость, зрительную устойчивость всей композиции и законченность всему портику. Пластика фигур подчёркивает тектонику архитектуры.

## История и интерпретация понятия
Понятие тектоничности формы в архитектуре можно найти в трактате Витрувия «Десять книг об архитектуре» (18—16 гг. до н. э.), а также в трактате Андреа Палладио «Четыре книги об архитектуре» (I Quattro Libri dell’Architettura, 1570). Однако у Витрувия не встречается термин «тектоника», он использует понятие «ординация», что, по его определению, есть «правильное соотношение членов сооружения в отдельности и в целом для достижения соразмерности». Далее, опираясь на труды древнегреческих авторов и рассуждая об «удобном расположении зданий», древнеримский архитектор связывает понятие ординации, или строя, с «надлежащим соблюдением пропорций». Закономерно, что оба понятия, тектоничность и архитектоничность, более всего связаны с искусством архитектуры. В этом виде искусства тектонической системой является архитектурный ордер. В академической традиции оппозицию понятий конструктивности и тектоничности сформулировал французский теоретик искусства Ролан Фреар де Шамбрэ (1606—1676) в трактате «Параллель античной и современной архитектуры» (1650): «быть прочным» и «выглядеть прочным». Как отметил Л. И. Таруашвили, это различие необходимо Фреару для понимания «эстетической природы ордера», а, следовательно, и различий понятий конструктивности и тектоничности.
Подобный подход к анализу взаимосвязей основных понятий формообразования в архитектуре развивал немецкий историк и теоретик искусства Гюнтер Бандманн. «Зодчество, — писал Г. Бандманн в 1951 году, — по своей сути является не усовершенствованной конструкцией», а «воспроизведением тектоники». Следствие этого — сублимация технической и материальной составляющих, превращение реальной формы в идеальное образование. Формальный мотив утрачивает свое значение, которым он обладал, будучи первоначально связан с материалом, и обретает благодаря новому отношению идеальное содержание. Именно это имел в виду Винкельман, говоря об облачении, которым покрывается мёртвый материал. Форма — это духовный покров, наброшенный на материю". «Можно сказать, — писал далее Бандманн, — что символическое значение смещает трактовку форм в область художественного».
Понятие тектоничности в архитектуре тесно связано с художественно-образным переосмыслением строительной конструкции. По этой причине оно неприменимо к сооружениям конструктивизма. Самым ранним и наиболее известным произведением конструктивистской архитектуры является Эйфелева башня (La Tour Eiffel), построенная для Всемирной выставки 1889 года в Париже. Выразительность этого сооружения остаётся в границах технической эстетики. Башня высотой 320 м возведена из железа в рекордно короткие сроки (за 26 месяцев) и вначале она не имела никакой иной функции, кроме демонстрации первенства Франции в области строительной техники. Функция Эйфелевой башни неутилитарна, но в данном случае это не имеет существенного значения. У ажурной конструкции башни, безусловно обладающей эстетической выразительностью, отсутствует необходимое в искусстве архитектуры подразделение, обособление и композиционное взаимодействие внешнего и внутреннего пространств, внутренней конструкции и внешней формы. Её ажурная конструкция тождественна форме, следовательно, отсутствует художественно-образное переосмысление внутренней конструкции, взаимодействие конструктивности и тектоничности.
Однако не только конструкция определяет качества тектоничности формы. Тектоника может находить выражение посредством (как зримых, так и скрытых) свойств материала. К примеру, здание, построенное из пластичных материалов будет отличаться от строений, возведенных из крупных каменных блоков (квадров). В таких случаях через воспроизводство, имитацию или стилизацию внешних признаков твёрдого материала создаётся впечатление тектоничности постройки, в том числе с помощью руста, декоративной фактуры, окраски.
Тектоника является важной дисциплиной в промышленном дизайне. Именно она определяет, насколько форма изделия будет соответствовать его конструкции (или внутренней структуре), а также технологии изготовления и природным свойствам материала. Тектоника обуславливает связь важнейших характеристик промышленного изделия — его функционально-конструктивной основы и внешней формы во всех её проявлениях, например, в пластике, пропорциях, метро-ритмической структуре.